# Хироши Масуока
Хироши Масуока (на японски: 増岡 浩; на английски: Hiroshi Masuoka) е японски рали пилот, роден на 13 март 1960 г. Двукратен победител в Рали Дакар през 2002 и 2003 г. Дебютира в това състезание през 1987 г. и до 2007 участва във всяко негово издание, като успява да финишира във всички, освен едно. Освен двете си победи, Масуока има и две втори места (през 2001 и 2004) и първо в клас Т2 през 1990. През 2003 японецът печели Баха Италия, а година по-късно – Дезерт Чалъндж.
Масуока живее в Ирума, префектура Сайтама.